# Ângela Moraes
Ângela Stella de Moraes (São Paulo, 15 de outubro de 1972) é uma ex-voleibolista indoor brasileira, que desempenhou nas quadras a função de Central.
Possui um vasto currículo nacional e também pela Seleção Brasileira e com ótimos resultados nas mais importantes competições internacionais: Campeonato Sul-Americano, Grand Prix, Copa do Mundo e Copa dos Campeões
Atualmente dedica-se ao voleibol de praia de duplas e 4x4 e tem atuado como comentarista.

## Carreira
Em 1985 iniciou sua trajetória no esporte na categoria dos juniores do Banespa/SP, atuou em diversos clubes do Brasil: Sollo Tietê, Pinheiros/Blue Life, Pão de Açúcar, São Paulo, Nec, Ocara, Santo André, Ponta Grossa, BCN Osasco, Dayvit Barueri, Rexona,Cimed/Macaé, Pinheiros/Blausiegel e o MRV/Minas, no qual conquistou título da Superliga na temporada 2001/2002 e aclamada pela torcida por sua raça na equipe, chamando-a de Superângela. É irmã da atacante Andréa Moraes.
Também teve passagem pelo voleibol italiano, após essa temporada parou de jogar por causa do nascimento de sua primeira filha Isabella. 

## Clubes
| Clube                         | País   | De   | Até  |
| Banespa-SP                    | Brasil | 1985 | 1990 |
| Sollo/Tietê                   | Brasil | 1994 | 1996 |
| Blue Life/Pinheiros           | Brasil | 1996 | 1997 |
| Dayvit                        | Brasil | 1997 | 1997 |
| Rexona                        | Brasil | 1997 | 1999 |
| BCN/Osasco                    | Brasil | 1996 | 1997 |
| MRV Minas                     | Brasil | 2000 | 2003 |
| Icot Tec Europa Systems Forlì | Itália | 2003 | 2004 |
| Infotel Europa Systems Forlì  | Itália | 2004 | 2005 |
| Cimed/Macaé                   | Brasil | 2006 | 2007 |
| Pinheiros/Blausiegel          | Brasil | 2007 | 2008 |

## Títulos e Resultados
- 1997-Campeã do Campeonato Paulista
- 2000-Campeã do Campeonato Paulista[6]
- 1995-96- 3º Lugar da Superliga Brasileira A
- 1996-97- 3º Lugar da Superliga Brasileira A
- 1997-98-Campeã da Superliga Brasileira A [6]
- 1998/1999-Vice-campeã da Superliga Brasileira A[6]
- 1999/2000-Vice-campeã da Superliga Brasileira A[6]
- 2000/2001- 3º Lugar da Superliga Brasileira A [6]
- 2001/2002- Campeã da Superliga Brasileira A [6]
- Bi-Campeã do Campeonato Sul-Americano de Clubes[6]
- 2005-Campeã do Campeonato Sand Voley 4x4 (Vôlei de Praia)[4]
- 2010-Campeã Campeonato Sand Voley 4x4(Vôlei de Praia)[4]
- 2005-Campeã da Supercopa Italiana Sand  Volley 4x4(Vôlei de Praia)[4]
- 2010-Campeã da Supercopa Italiana Sand  Volley 4x4(Vôlei de Praia)[4]